# Ojos que no ven (película de 2003)
Ojos que no ven es una película peruana dirigida por Francisco José Lombardi estrenada el 13 de febrero de 2003, inspirada en los escándalos de los vladivídeos.

## Argumento
Narra historias que se desarrollan durante la coyuntura posterior al descubrimiento de los célebres “vladivídeos” que provocaron el progresivo derrumbe del gobierno de Alberto Fujimori. La película pretende graficar un momento político de especial trascendencia y las consecuencias y derivaciones que se producen en un universo de individualidades afectadas de una u otra forma por ese contexto. La estructura se sostiene en seis historias que se entrelazan permanentemente en distintos ambientes sociales; unas historias transitan por el drama, otras por el humor negro; los personajes alternan edades, objetivos, actitudes, a fin de que el conjunto pueda tener un efecto de retrato social. A fin de cuentas “Ojos que no ven” propone una reflexión sobre el deterioro humano y personal de algunos personajes que pudieron existir en ese universo de corrupción, una suerte de metáfora del mal.

## Reparto
| Actor /Actriz       | Personaje               |
| Gianfranco Brero    | Coronel Héctor Revoredo |
| Gustavo Bueno       | Federico Peñaflor       |
| Patricia Pereyra    | Elena                   |
| Paul Vega           | Gonzalo                 |
| Melania Urbina      | Mercedes                |
| Carlos Alcántara    | Martín Chauca           |
| Carlos Gassols      | Don Lucho               |
| Jorge Rodríguez Paz | Don Victor              |
| Jackie Vásquez      | Eva                     |
| Tatiana Astengo     | Angelica                |
| Sandro Calderón     | Rodolfo                 |
| Miguel Iza          | Antonio Polanco         |
| Ricardo Mejía       | Manuel Pareja Rodriguez |
| Jesús Aranda        | Juez Fonseca            |
| Martin Moscoso      | Juez Rondón             |
| Jorge Chiarella     | Dr. Pacheco             |
| Aldo Miyashiro      | Orlando                 |
| Gabriela Velásquez  | Mamá de Eva             |
| Ismael Contreras    | Papá de Mercedes        |
| Javier Echevarría   | Galán de Telenovela     |
| Johnny Mendoza      | Sargento Pablo Canchaya |
| Pietro Sibille      | Periodista              |
| Hugo Salazar        | Gerente Canal TV        |
| Ricardo Morán       | Coordinador de TV       |
| Gerardo Ruiz        | Camarógrafo de TV       |
| Norka Ramírez       | Enfermera               |
| Liliana Trujillo    | Tramitadora             |
| Carlos Tuccio       | Dr. Vidaurre            |

## Premios y nominaciones
| Año  | Premio                                                | País     | Categoría                                           | Resultado |
| ---- | ----------------------------------------------------- | -------- | --------------------------------------------------- | --------- |
| 2003 | Festival Internacional de Cine de Montreal            | Francia  | Premio Golden Sun a la Mejor Película               | Ganadora  |
| 2003 | Festival Internacional de Cine de Valdivia            | Chile    | Mejor Película en la Sección Panorama Internacional | Nominada  |
| 2003 | Festival Internacional de Cine de San Sebastián       | España   | Mejor Película en la Selección Oficial              | Nominada  |
| 2004 | Festival Internacional de Cine de Cartagena de Indias | Colombia | Mejor Película                                      | Nominada  |